# Gerd Litfin

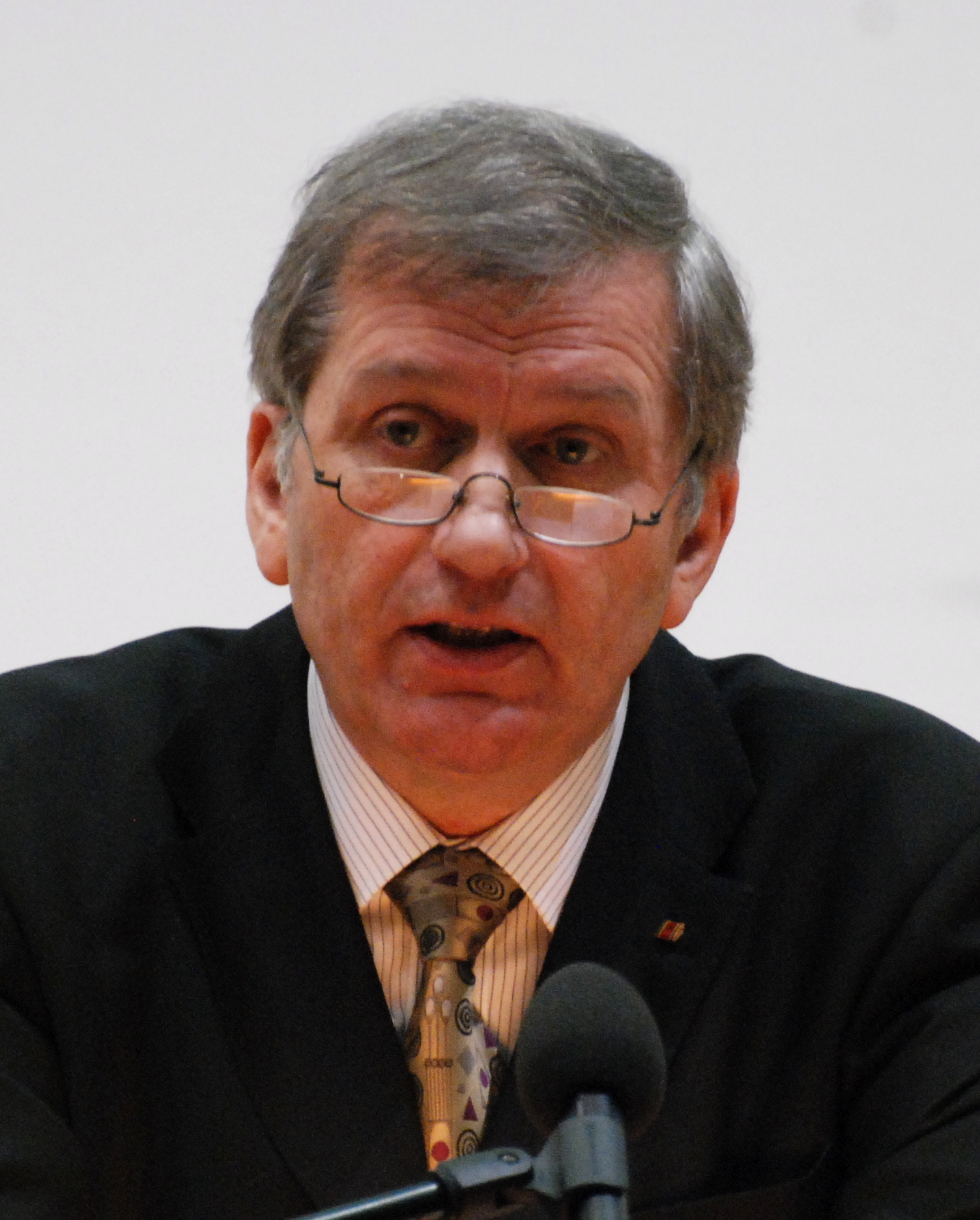
Gerd Litfin

Gerd Litfin (* 20. Juni 1948 in Hannover) ist ein deutscher Physiker und Unternehmer. Von 2008 bis 2010 war er Präsident der Deutschen Physikalischen Gesellschaft.

## Leben und Wirken
Litfin studierte Physik an der Universität Hannover und wurde dort mit Arbeiten aus dem Bereich Quantenoptik promoviert und habilitiert. Die Dissertation erfolgte 1977 zum Thema Kontinuierliche Farbzentrenlaser. 1983 wurde er Privatdozent und 1988 außerplanmäßiger Professor an der Universität Hannover. Bei Forschungsaufenthalten an der Rice University in Houston und an der Universität Paris-Nord sowie in zahlreichen Veröffentlichungen beschäftigte er sich mit Optik und mit Lasertechnologie.
1983 trat Litfin in die Geschäftsleitung der Spindler & Hoyer GmbH & Co. ein. Durch ein Management Buy Out und Firmenübernahmen wurde daraus letztlich die LINOS Gruppe, welche Litfin als Vorstandsvorsitzender im Jahr 2000 als LINOS AG an die Börse führte. Im Jahr 2006 setzten ca. 760 Mitarbeiter nahezu 90 Millionen Euro um. Im Zuge der Übernahme durch die Qioptiq Group veräußerte Litfin und seine Familie als die Hauptaktionäre ihre Aktienpakete. Litfin verließ den Vorstand und übernahm den Vorsitz des Aufsichtsrates.
Im September 2004 bekam Litfin das Verdienstkreuz am Bande der Bundesrepublik Deutschland für sein langjähriges Wirken als herausragender Wissenschaftler und Unternehmer im Fachgebiet der Optik und der Optoelektronik verliehen. Im Dezember 2006 gründete er gemeinsam mit seiner Frau die gemeinnützige Susanne und Gerd Litfin Stiftung, die ihren Sitz in Göttingen hat.
Ab April 2008 war er Präsident der Deutschen Physikalischen Gesellschaft, ab 2010 für zwei weitere Jahre deren Vizepräsident.
Im Jahre 2011 erhielt er das Bundesverdienstkreuz 1. Klasse.
Neben   weiteren Ämtern ist er Vorsitzender des Kuratoriums des Max-Planck-Instituts für biophysikalische Chemie und Sprecher des Programmausschusses Deutsche Agenda, Optische Technologien für das 21. Jahrhundert.

## Auszeichnungen
- Verdienstkreuz am Bande der Bundesrepublik Deutschland, 2004[4]
- Bundesverdienstkreuz 1. Klasse, 2011[7]
- HAWK-Preis, 2015[8]
- Ehrenmedaille der Stadt Göttingen, 2021[9]

## Schriften
- Herausgeber: Technische Optik in der Praxis, 3. Auflage, Springer Verlag 2005